# Milan Sijerković
Milan Sijerković (Baošići, Boka kotorska, 5. studenoga 1935. – Zagreb, 8. prosinca 2018.) bio je hrvatski meteorolog. Hrvatskoj je javnosti bio poznat kao televizijski prognostičar. Taj posao radio je od 1968. godine, prvo na Hrvatskoj televiziji, a poslije na Novoj TV.

## Životopis
Rodio se 1935. u bokokotorskom mjestu Baošiću. Studirao je geofiziku s meteorologijom na Prirodoslovno-matematičkom fakultetu u Zagrebu. Diplomirao je 1961. godine, a magistrirao je 1977. godine.
Od 1963. do odlaska u mirovinu radio je kao prognostičar u Državnome hidrometeorološkom zavodu u Zagrebu. Honorarno je surađivao na zagrebačkom PMF-u, a bio je i u uredništvu časopisa Priroda. Pisao je i za Meridijane.
Umro je 8. prosinca 2018. godine u Zagrebu u 84. godini života, nakon bolesti. 

## Djela
Napisao je stotinjak znanstvenih i stručnih meteoroloških radova, tri slikovnice i niz znanstveno-popularnih knjiga o različitim mjestima i područjima, a koje se odnose na vrijeme i podneblje.
Napisao je:
- Čudesan svijet oblaka, 1990.
- Mala meteorološka početnica, 1990.
- Čarolije snježne pahulje, 1991.
- Hrvatski vremenari, 1993.
- Pučko vremenoslovlje, 1996.
- Bura goropadnica, 2003.
- Vrijeme i klima gora i planina. Meteorologija za planinare, 2003.
- Koprivnica-uzbudljiva vremenska pozornica, 2006.
- Klima s okusom vina. Meteorološka povijest, vrijeme i klima Požege i Požeške kotline, 2006.
- Senj, sunce grije, bura vije. Pripovijest o Senju, vremenu i nevremenu, 2007.
- Istarska meteorološka škrinjica, 2008.[2]
- Kad laste nisko lete...Knjiga pučke prognoze, 2008.
- Karlovac-vrijeme živahno, podneblje dražesno. Crtice o meteorologiji, vremenu i klimi Karlovca, 2009.
- Slavonski meteorološki bećarac. Crtice o meteorologiji, vremenu i klimi Slavonskog Broda, brodskog Posavlja i Brodsko-posavske županije, 2009.
- Hrvatski vremenoslovci. Crtice iz povijesti hrvatske meteorologije, 2009.